# Herrarnas singelsculler i rodd vid olympiska sommarspelen 1988
Herrarnas singelsculler i rodd vid olympiska sommarspelen 1988 avgjordes mellan den 19 och 24 september 1988.

## Medaljörer
| Gren          | Guld               | Silver                    | Brons              |
| Singelsculler | Thomas Lange (GDR) | Peter-Michael Kolbe (FRG) | Eric Verdonk (NZL) |

## Resultat

### Heat

#### Heat 1
| Placering | Idrottare           | Land          | Tid     | Noteringar |
| --------- | ------------------- | ------------- | ------- | ---------- |
| 1         | Thomas Lange        | Östtyskland   | 7:03,25 | SF         |
| 2         | Andrew Sudduth      | USA           | 7:05,61 |            |
| 3         | Peter-Michael Kolbe | Västtyskland  | 7:12,35 |            |
| 4         | Kajetan Broniewski  | Polen         | 7:13,77 |            |
| 5         | Henk Jan Zwolle     | Nederländerna | 7:29,68 |            |
| 6         | Juan Felix          | Puerto Rico   | 7:55,46 |            |

#### Heat 2
| Placering | Idrottare        | Land          | Tid     | Noteringar |
| --------- | ---------------- | ------------- | ------- | ---------- |
| 1         | Hamish McGlashan | Australien    | 7:25,26 | SF         |
| 2         | Jesus Posse      | Uruguay       | 7:37,92 |            |
| 3         | Jüri Jaanson     | Sovjetunionen | 7:41,28 |            |
| 4         | Masahiro Sakata  | Japan         | 7:43,67 |            |
| 5         | Gordon Henry     | Kanada        | 7:51,83 |            |
| 6         | Edgardo Maerina  | Filippinerna  | 8:54,90 |            |

#### Heat 3
| Placering | Idrottare          | Land        | Tid     | Noteringar |
| --------- | ------------------ | ----------- | ------- | ---------- |
| 1         | Eric Verdonk       | Nya Zeeland | 7:18,69 | SF         |
| 2         | Pascal Body        | Frankrike   | 7:26,12 |            |
| 3         | Dirk Crois         | Belgien     | 7:34,74 |            |
| 4         | Giovanni Calabrese | Italien     | 7:45,02 |            |
| 5         | Denis Marinho      | Brasilien   | 7:48,33 |            |

#### Heat 4
| Placering | Idrottare          | Land      | Tid     | Noteringar |
| --------- | ------------------ | --------- | ------- | ---------- |
| 1         | Fredrik Hultén     | Sverige   | 7:12,98 | SF         |
| 2         | Pertti Karppinen   | Finland   | 7:24,72 |            |
| 3         | Arnold Jonke       | Österrike | 7:30,45 |            |
| 4         | Lim Kyung-Suk      | Sydkorea  | 7:39,94 |            |
| 5         | Waleed Al-Mohammad | Kuwait    | 8:05,35 |            |

### Återkval

#### Återkval 1
| Placering | Idrottare        | Land          | Tid     | Noteringar |
| --------- | ---------------- | ------------- | ------- | ---------- |
| 1         | Pertti Karppinen | Finland       | 7:14,91 | SF         |
| 2         | Henk Jan Zwolle  | Nederländerna | 7:16,23 | SF         |
| 3         | Dirk Crois       | Belgien       | 7:19,94 |            |
| 4         | Masahiro Sakata  | Japan         | 7:26,66 |            |

#### Återkval 2
| Placering | Idrottare          | Land          | Tid     | Noteringar |
| --------- | ------------------ | ------------- | ------- | ---------- |
| 1         | Jüri Jaanson       | Sovjetunionen | 7:04,04 | SF         |
| 2         | Kajetan Broniewski | Polen         | 7:04,39 | SF         |
| 3         | Pascal Body        | Frankrike     | 7:05,80 |            |
| 4         | Waleed Al-Mohammad | Kuwait        | 8:15,16 |            |

#### Återkval 3
| Placering | Idrottare           | Land         | Tid     | Noteringar |
| --------- | ------------------- | ------------ | ------- | ---------- |
| 1         | Peter-Michael Kolbe | Västtyskland | 7:12,27 | SF         |
| 2         | Jesus Posse         | Uruguay      | 7:17,43 | SF         |
| 3         | Denis Marinho       | Brasilien    | 7:22,84 |            |
| 4         | Lim Kyung-Suk       | Sydkorea     | 7:46,40 |            |
| 5         | Edgardo Maerina     | Filippinerna | 8:27,02 |            |

#### Återkval 4
| Placering | Idrottare          | Land        | Tid     | Noteringar |
| --------- | ------------------ | ----------- | ------- | ---------- |
| 1         | Andrew Sudduth     | USA         | 7:05,52 | SF         |
| 2         | Giovanni Calabrese | Italien     | 7:12,93 | SF         |
| 3         | Arnold Jonke       | Österrike   | 7:18,29 |            |
| 4         | Juan Felix         | Puerto Rico | 7:18,77 |            |
| 5         | Gordon Henry       | Kanada      | 7:37,48 |            |

### Semifinaler

#### Semifinal 1
| Placering | Idrottare       | Land          | Tid     | Noteringar |
| --------- | --------------- | ------------- | ------- | ---------- |
| 1         | Thomas Lange    | Östtyskland   | 6:58,65 | F          |
| 2         | Andrew Sudduth  | USA           | 6:59,70 | F          |
| 3         | Eric Verdonk    | Nya Zeeland   | 7:11,98 | F          |
| 4         | Jesus Posse     | Uruguay       | 7:27,43 |            |
| 5         | Henk Jan Zwolle | Nederländerna | 7:30,45 |            |
| 6         | Jüri Jaanson    | Sovjetunionen | 7:32,51 |            |

#### Semifinal 2
| Placering | Idrottare           | Land         | Tid     | Noteringar |
| --------- | ------------------- | ------------ | ------- | ---------- |
| 1         | Peter-Michael Kolbe | Västtyskland | 6:58,65 | F          |
| 2         | Hamish McGlashan    | Australien   | 6:59,70 | F          |
| 3         | Kajetan Broniewski  | Polen        | 7:11,98 | F          |
| 4         | Fredrik Hultén      | Sverige      | 7:27,43 |            |
| 5         | Giovanni Calabrese  | Italien      | 7:30,45 |            |
| 6         | Pertti Karppinen    | Finland      | 7:32,51 |            |

### B-final
| Placering | Idrottare          | Land          | Tid     | Noteringar |
| --------- | ------------------ | ------------- | ------- | ---------- |
| 1         | Pertti Karppinen   | Finland       | 7:34,47 |            |
| 2         | Jüri Jaanson       | Sovjetunionen | 7:35,09 |            |
| 3         | Fredrik Hultén     | Sverige       | 7:40,07 |            |
| 4         | Giovanni Calabrese | Italien       | 7:43,31 |            |
| 5         | Jesus Posse        | Uruguay       | 7:44,18 |            |
| 6         | Henk Jan Zwolle    | Nederländerna | 7:44,92 |            |

### Final
| Placering | Idrottare           | Land         | Tid     | Noteringar |
| --------- | ------------------- | ------------ | ------- | ---------- |
| 1         | Thomas Lange        | Östtyskland  | 6:58,65 |            |
| 2         | Peter-Michael Kolbe | Västtyskland | 6:59,70 |            |
| 3         | Eric Verdonk        | Nya Zeeland  | 7:11,98 |            |
| 4         | Hamish McGlashan    | Australien   | 7:27,43 |            |
| 5         | Kajetan Broniewski  | Polen        | 7:30,45 |            |
| 6         | Andrew Sudduth      | USA          | 7:32,51 |            |